# ブルガリア航空

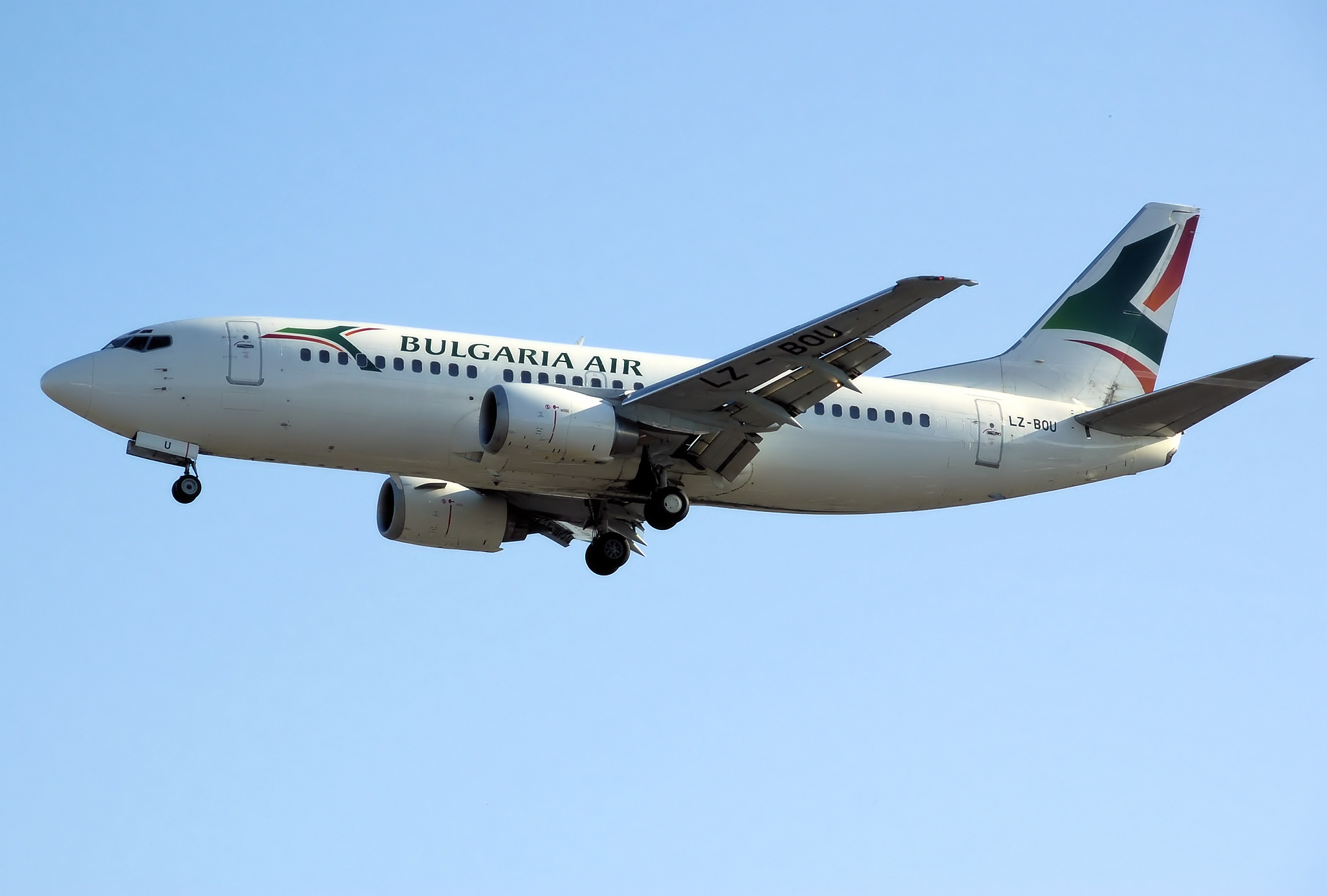
ボーイング737-300（旧塗装）

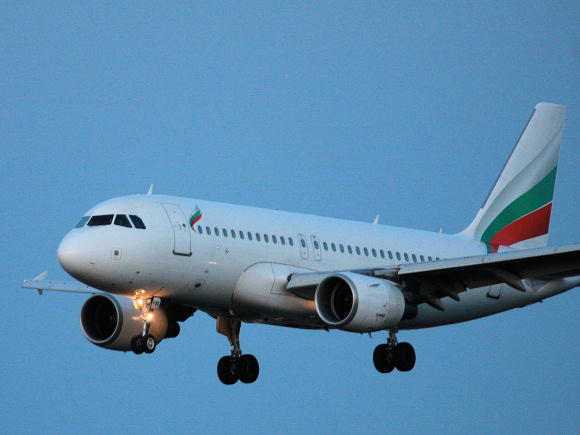
エアバスA319‐100

ブルガリア航空（ブルガリアこうくう、Bulgaria Air）は、ブルガリアのソフィアを本拠地とする航空会社。ブルガリアのフラッグ・キャリアでもある。国際線で21カ国へ乗り入れている。

## 概要
それまでブルガリアのフラッグ・キャリアであったバルカン・ブルガリア航空が経営破綻したため、2002年11月に新たなフラッグ・キャリアとしてブルガリア政府によって設立され、2002年12月4日より運航を開始した。社名とロゴマークは公募により決定した。当初は国営であったが、2006年に民営化された。
民営化にあたっては、当初ブルガリア政府は海外からの出資を望んでいたといわれているが、実際に出資を申し出たのはイタリアのエアワンのみで、最終的には同じブルガリアのヘムス航空が支援することで、地域的な企業連合を形成することになった。民営化に際し、ヘムス航空ではまず660万ユーロを投資し、以後5年間にわたってさらに8000万ユーロを投資する計画という。また、新機材を15機導入したいとしている。
2012年には、エア・リース・コーポレーションから、エンブラエル190を4機リースした。
2019年3月31日から、エアイタリーと、2020年3月2日から、カタール航空とのコードシェア提携を開始した。

## 保有機材

### 運航機材
2025年4月現在、ブルガリア航空の機材は以下の通りである。
| 機材             | 保有数 | 発注 | 座席数 | 座席数 | 座席数 | 備考 |
| 機材             | 保有数 | 発注 | C      | Y      | 計     | 備考 |
| ---------------- | ------ | ---- | ------ | ------ | ------ | ---- |
| エアバスA220-100 | 2      |      | 8      | 110    | 118    |      |
| エアバスA220-300 | 5      |      | 8      | 135    | 143    |      |
| エアバスA319     | 1      | ‐    | 8      | 132    | 140    |      |
| エアバスA320-200 | 5      | ‐    | ‐      | 180    | 180    |      |
| エンブラエル190  | 4      | ‐    | 8      | 100    | 108    |      |
| 計               | 17     | 0    |        |        |        |      |

### 退役済機材一覧
- ボーイング737-300
- ボーイング737-500
- BAe146-200
- BAe146-300
- アブロRJ70